# تاپانین‌کوله
تاپانین‌کولَه (به فنلاندی: Tapaninkylä) یک منطقهٔ مسکونی در فنلاند است که در هلسینکی واقع شده‌است.